# 维鲁万河
维鲁万河（法語：Viroin，法語發音：[viʁwɛ̃]）是比利时瓦隆大区那慕尔省和法国大東部大區阿登省的河流，是默兹河的左支流，长22千米，发源自比利时维鲁万瓦勒，于法国维勒莫兰流入默兹河。